# Federația Națională a Sindicatelor din Administrație
Federația Națională a Sindicatelor din Administrație (FNSA) este un sindicat din România, înființat la data de 19 iulie 1995.
FNSA este reprezentativă pentru ramura administrației publice, având în componența sa sindicate din primării, consilii județene și instituții subordonate acestota, din întreaga țară, însumând peste 50.000 de membri de sindicat.